# Paulo Leão
Paulo Leão, all'anagrafe Paulo César Leão Ribeiro (Rio de Janeiro, 14 aprile 1962), è un regista, attore e sceneggiatore brasiliano.

## Biografia
Nato a Rio de Janeiro, nel quartiere di Botafogo, Paulo Leão è un attore, autore e regista brasiliano di teatro, cinema e televisione premiato a livello internazionale per i film Happy Birthday, Good Night, J'Adore Travailler e I Miss You. Creatore del Teatro dos Sentidos. Musicista e compositore dell'album strumentale Nas Estrelas ha iniziato la sua carriera come attore negli anni '70, quasi contemporaneamente in teatro e in TV, all'età di undici anni in una recita scolastica e a dodici facendo una piccola apparizione nel programma umoristico Azambuja & Cia di Chico Anysio su TV Globo.
A sedici anni ha il primo contatto con il cinema, nel cortometraggio Um Lugar de Paz (di J. Thiengo), che gli è valso il premio Nuovo Attore al Festival de Cortometraggi di Rio de Janeiro.
All'età di diciassette anni ottiene il primo posto nella prova di selezione per il Corso di Teatro Jayme Barcellos, dove frequenta corsi di canto, corpo e recitazione con diversi insegnanti, tra cui lo stesso Jayme Barcellos. Nell'esame finale del corso, presentando un estratto dall'opera teatrale Um Grito Parado No Ar di Gianfrancesco Guarnieri, Paulo è stato molto elogiato dall'attrice Ruth de Souza, che è stata l'ospite d'onore dell'evento. A causa del successo ottenuto all'inizio della sua carriera e della serie di inviti per nuovi lavori come attore e sceneggiatore, interrompe gli studi presso la Facoltà di Economia, per dedicarsi interamente alle arti dello spettacolo.
Nel 1980 si esibì nell'opera O Guarani, di Carlos Gomes, con la regia di Sérgio Britto, al Teatro Municipale di Rio de Janeiro. Questa produzione ha subito importanti adattamenti da parte del regista per mostrare la situazione dei popoli indigeni nella loro condizione di essere attaccati, espulsi e sconfitti.
Durante questo periodo, Paulo Leão ha realizzato decine di lavori in teatro, TV e cinema, come attore, autore, produttore e regista. Alcuni di questi lavori, per TV Globo, sono stati: la soap opera Vereda Tropical; la soap opera Cambalacho; serie Juba & Lula negli episodi O Projeto Nojento e O Gargalhofa no Parque.

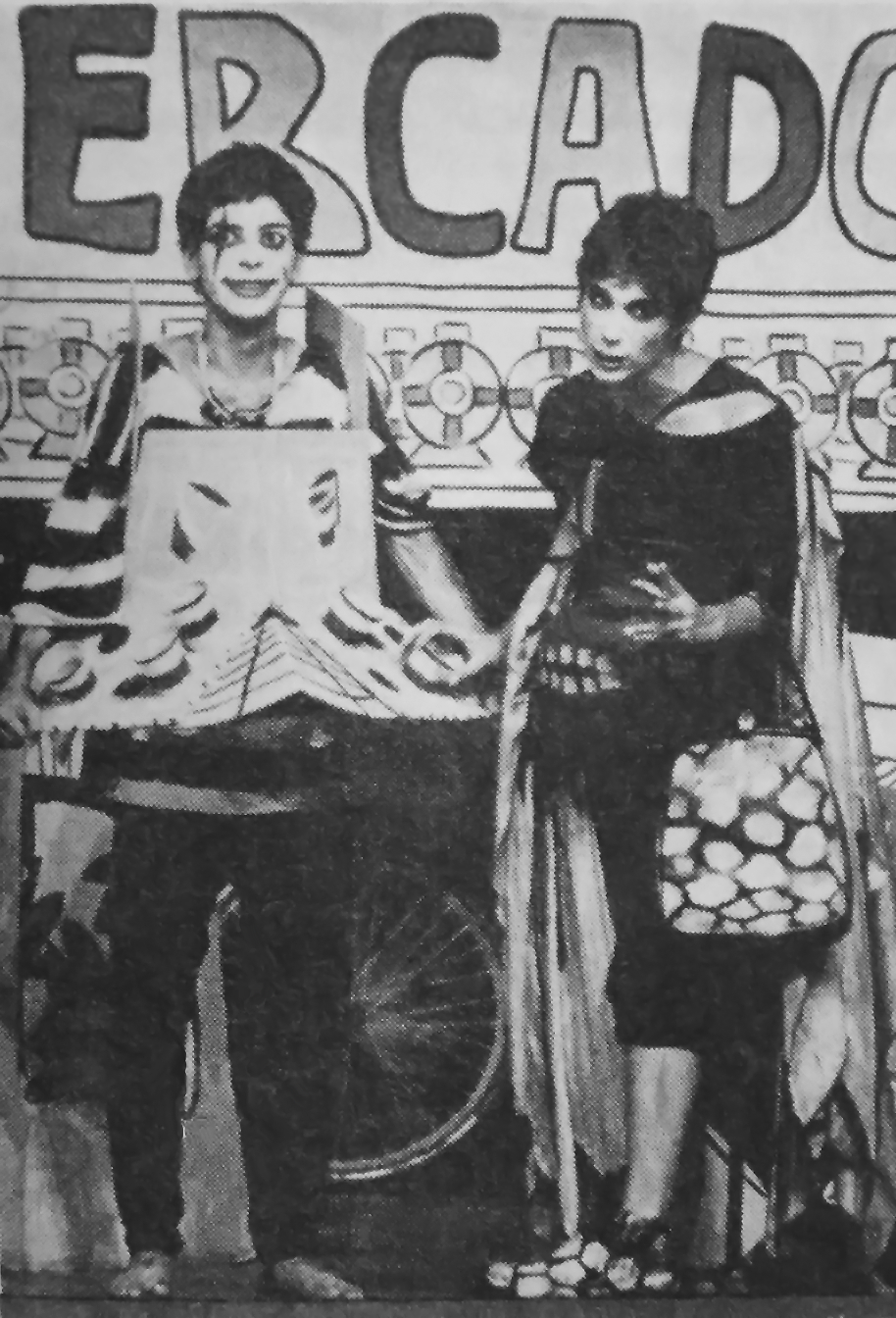
Paulo Leão e Andréa Beltrão, in Sapomorfose - 1985

Nel 1983 aderisce al Progetto Manhas de Cabaré, che tra il 1983 e il 1985 gestiva il Teatro Glaucio Gill di Copacabana, esibendosi negli spettacoli: A Travessia do Mar Amarelo, con la regia di Antonio Grassi e Gilda Guilhon, con testi di Shakespeare, Artur Azevedo, Albert Camus e Thornton Wilder; Céu Azul, diretto da Gilda Guilhon e Buza Ferraz; Sapomorfose (Premio Inacen per il miglior spettacolo del 1985), con testo di Cora Rónai, regia di Antonio Grassi, costumi e scene di Millôr Fernandes.
Nel 1985 Paulo Leão mette in scena Os Filhos de Vega, opera che è il precursore del Teatro dos Sentidos - metodo da lui creato affinché il pubblico percepisca lo spettacolo non solo attraverso la vista e l'udito, ma anche attraverso l'olfatto, il tatto e il gusto.
L'anno successivo torna al Teatro Glaucio Gill, questa volta recitando in Um, Dois, Três e Já! (Premio Mambembe 1986), adattamento teatrale di Le Petit Nicolas.
Ancore nel 1986 ha ricevuto una mozione dal Consiglio Comunale per lo spettacolo e i servizi resi al teatro di Rio de Janeiro.
All'inizio degli anni '90 crea la Companhia de Teatro Errante - eseguendo numerose rappresentazioni, con la sua pièce A Incrível História do Nobre Cavaleiro Errante e da Pobre Moça Caída, ispirata alla Commedia dell'arte, ottenendo un grande successo con il pubblico.
Negli anni '90 ha lavorato come attore in decine di spot pubblicitari per la televisione brasiliana, come per il quotidiano O Globo, la birra Kaiser, i negozi Mesbla, Rede Globo, Kibon e i negozi Renner e ha anche partecipato come attore ai seguenti lavori cinematografici: 

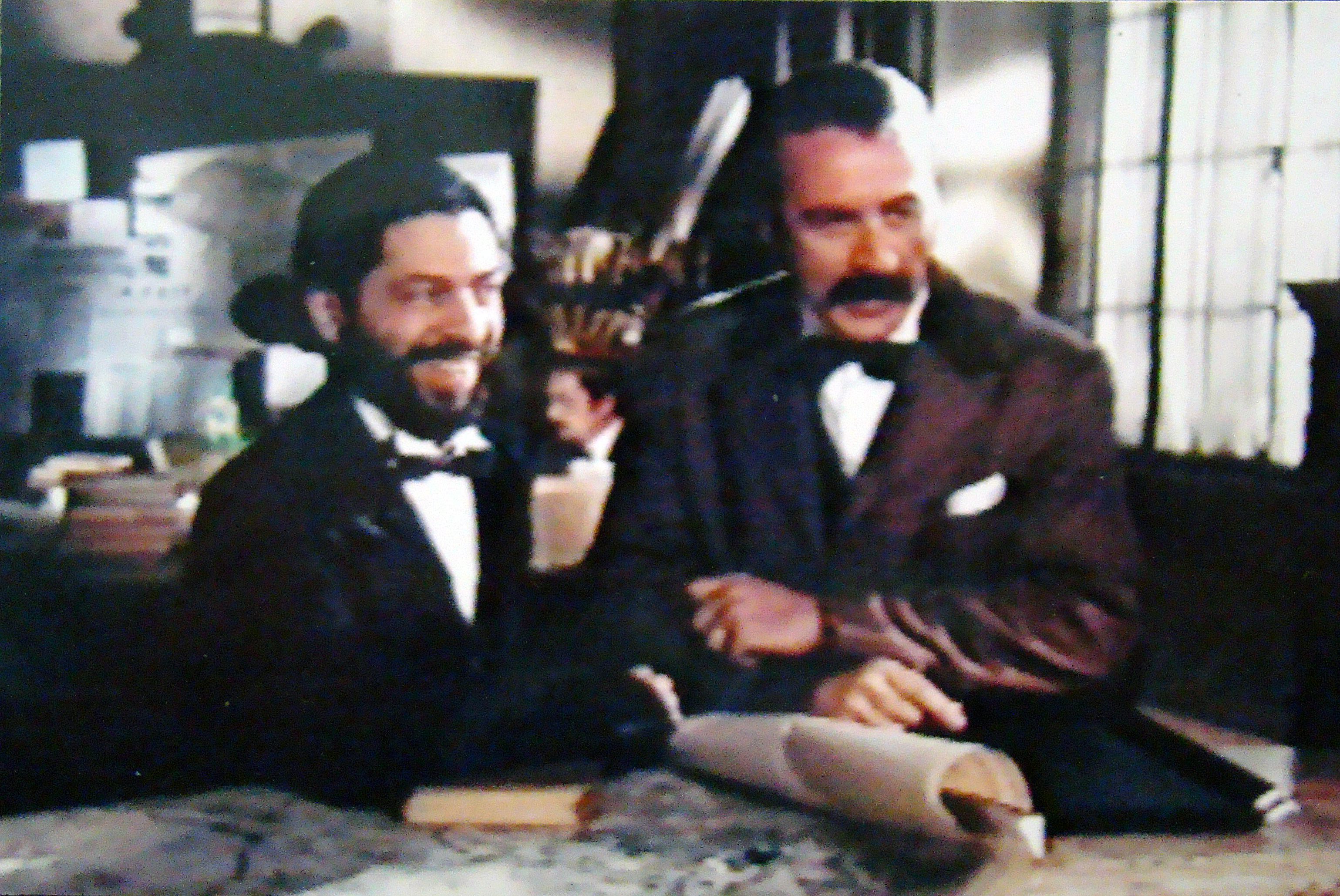
Paulo Leão con Fábio Junqueira (e Paulo José sullo sfondo), nel film Policarpo Quaresma, Herói do Brasil - 1996

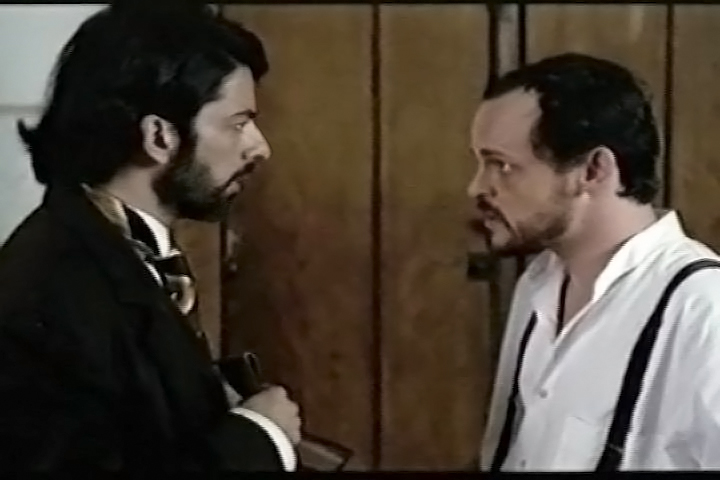
Paulo Leão e Matheus Nachtergaele sulla scena, nel film O Enfermeiro - 1998

- Lungometraggio Policarpo Quaresma, Herói do Brasil, tratto dall'opera Triste Fim de Policarpo Quaresma de Lima Barreto – con Paulo José e Fábio Junqueira – diretto da Paulo Thiago; il film è stato premiato in Brasile, Argentina e Italia
- Lungometraggio O Enfermeiro, adattato dall'opera omonima di Machado de Assis – al fianco di Paulo Autran e Matheus Nachtergaele – diretto da Mauro Farias. O Enfermeiro è stata la prima coproduzione del progetto "Contos no Cinema" da Canal Telecinema, da Rede Globo.[16][17]

Durante una stagione in Europa nel 2001, ha partecipato alla lettura di testi e ha tenuto un seminario per attori portoghesi presso la Scuola di Cinema e Televisione di Lisbona, Portogallo. E a Siviglia, in Spagna, ha condotto ricerche sulla musica e danza flamenca.
Tornato in Brasile, ha recitato nella miniserie del 2004 Um Só Coração, su TV Globo, interpretando il ruolo di Lasar Segall. La miniserie ha mostrato un periodo importante nella storia del Brasile, inclusa la Settimana dell'Arte Moderna del 1922. Per tre mesi, Um Só Coração è stato trasmesso dalla televisione brasiliana in onore del 450° anniversario della città di San Paolo.
Nel 2005, per consentire la produzione e la diffusione delle sue creazioni, Paulo ha fondato la società di produzione cinematografica OlharFilmes/Samsara Film, con la quale ha realizzato molti dei suoi lavori futuri. Il primo di questi è stato il documentario Por Que Você Veio Morar Aqui? alla Mostra CineBH2009 Brasile-Francia.
Nel corso degli anni 2010, Paulo Leão ha creato e diretto video musicali, essendo stato nominato per tre anni consecutivi, al Festival Clipes & Bandas, con lavori per gli artisti Arnaldo Antunes, Marina Lima e Jards Macalé. Nel video di Arnaldo Antunes, Paulo è stato anche nominato per il premio come miglior video dell'anno
Con il film A Hora, è stato nominato nel 2013 nella giuria e nelle categorie di voto popolare per il Premio Avon come miglior film per la campagna nazionale brasiliana Em Briga de Marido e Mulher se Mete a Colher, risultando tra i migliori votati dal pubblico.
Nel 2015 ha pubblicato con successo il cortometraggio I Miss You, esplorando il tema della nostalgia, con la musica composta da Snowflake. I Miss You è stato presentato in anteprima a un festival cinematografico in Russia ed è stato premiato all'International Open Film Festival negli Stati Uniti.
Nel 2016 Paulo Leão è stato premiato come miglior regista ai North American Film Awards - (NAFA 2016), per Happy Birthday. In questo film, oltre alla regia, Paulo è stato anche il protagonista della trama, ed è anche l'autore della storia il cui tema è la solitudine. Happy Birthday riceve anche diverse nomination e riceve altri premi nello stesso anno e negli anni successivi, apparendo nella Selezione Ufficiale di più di cinquanta festival cinematografici internazionali, essendo stato presentato nei cinque continenti in più di venti paesi, ed entrando nel circuito cinematografico in alcune città degli Stati Uniti, distribuito da Ozark Film.
Anche quest'anno Paulo ha partecipato come giudice al Meters International Film Festival 2016 - New York.
All'inizio del 2020, Paulo completò la sceneggiatura e iniziò il lavoro di pre-produzione e le prime riprese del suo lungometraggio Hendrix!.

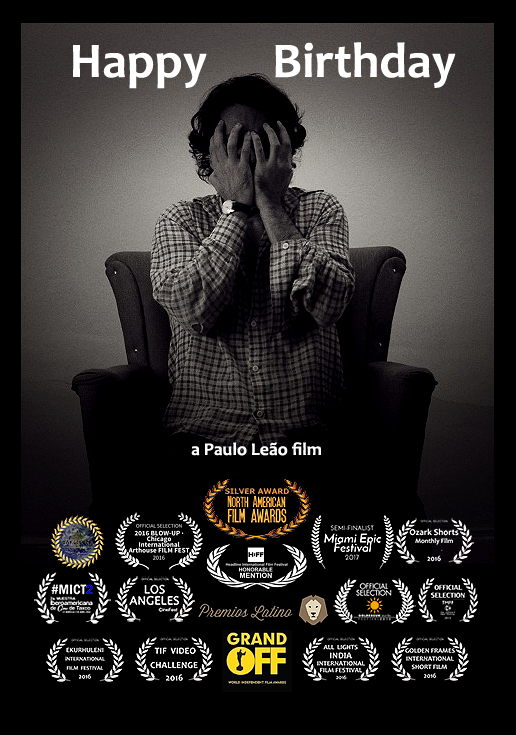
Happy Birthday de Paulo Leão

Nel 2023, completando cinquant'anni della sua carriera artistica, Paulo Leão ha ricevuto un altro premio internazionale, questa volta in India: il Great Talent (CWIFF 2023), per il suo film Happy Birthday, al Cinema Of The World Film Festival.
Sempre quest'anno ha iniziato a montare il suo documentario sul cantante Serguei, dal titolo provvisorio Serguei, O Rock Sou Eu. Girato a Saquarema, al Templo do Rock, questo documentario contiene l'ultima intervista rilasciata ai media dal leggendario cantante.
Nel 2024 esce Good Night, il suo primo film horror, tutto prodotto in bianco e nero, nessun dialogo. Il film è stato premiato alla sua prima come Miglior film horror, al Black & White Film Festival - Toronto, Canada. E nello stesso anno, sempre in Canada, Good Night è stato premiato come il migliore dei film sudamericani al Toronto SCI-FI/Fantasy Festival.
Nello stesso anno, Paulo fa pubblicare il suo album musicale Nas Estrelas a livello internazionale su piattaforme digitali dal distributore Freshtunes. L'album creato da Paulo e suo figlio Vitor, dopo che i due hanno avvistato un UFO a Minas Gerais, è ispirato ai viaggi interstellari. Il video musicale per la sigla è stato premiato con la Menzione d'Onore al WideScreen Film & Music Video Festival, sempre in Canada. Nello stesso festival gli è stato assegnato un premio per il film Happy Birthday nelle categorie film e trailer.
Sempre nel 2024, il suo film Happy Birthday ha ricevuto il premio Miglior film sperimentale al Black & White Film Festival - Los Angeles e Toronto.
Nel 2025 è stato nominato come miglior regista per il Public Choice Award all'Hollywood North International Film Festival, per il suo lavoro di regia nel film Good Night.
Il suo film Happy Birthday è stato premiato anche al Festival for Trailers Monthly, a Los Angeles, California, nella categoria Best Cinematography.
Nel 2025, ha anche vinto una tripla "Selezione Ufficiale" alle Lift-Off Filmmaker Sessions ai Pinewood Studios in Inghilterra, con i suoi film "Good Night", "Happy Birthday" e "J'Adore Travailler".
Il suo nuovo singolo, "Topazio Blues", è stato pubblicato sulle piattaforme digitali tramite il distributore messicano Indiefy Music. 
Sempre quest'anno, ha vinto un premio per il Miglior Micro-Cortometraggio per il suo film "J'Adore Travailler" al Los Angeles Comedy Festival.